# Кноблаух, Курт
Курт Кноблаух (нем. Kurt Knoblauch; 10 декабря 1885, Мариенвердер, Германская империя (ныне Квидзын, Польша) — 10 ноября 1952, Мюнхен, ФРГ) — один из высших функционеров СС и руководителей войск СС Третьего рейха, обергруппенфюрер СС, генерал-лейтенант войск СС (24.6.1944).

## Биография
Родился в семье налогового чиновника. С 1905 года служил в прусской армии.
Участник Первой мировой войны. Лейтенант, командир роты, позже батальона. С 1915 года — капитан, несколько раз был ранен.
После окончания войны, вступил в фрайкор. В феврале 1926 года стал майором, в апреле 1930 года —подполковником, командиром батальона 1-го прусского пехотного полка рейхсвера. Позже служил в штабе 18-го пехотного полка, c февраля 1933 г. — полковник.
В 1933 году вышел в отставку с правом ношения формы.
В апреле 1933 года вступил в НСДАП. В том же году стал членом штурмовых
отрядов. С 1935 года — в СС.
Штандартенфюрер СС (1936), оберфюрер (1937), с марта 1941 г. — Бригадефюрер СС.
Со временем входил в руководящие структуры СС. С 1937 года работал в штабе заместителя фюрера. Затем, до мая 1940 года — инспектор резерва 3-й танковой дивизии СС «Мёртвая голова».
Один их командующих войсками СС. В чине бригаденфюрера СС до 7 апреля 1941 года руководил направлением «Северо-Восток» (Nordost).
Близкое доверенное лицо Генриха Гиммлера. В мае 1941 года был назначен одним из руководителей личного штаба рейхсфюрера СС, командовал Полевым командным штабом рейхсфюрера СС (Feldkommandostab RFSS) (6 мая 1941 — 9 ноября 1942 года)
28 июля 1942 рейхсфюрером СС Генрихом Гиммлером назначен представителем по вопросам партизанской войны. На этом посту занимался координацией деятельности СС с оперативными управлениями ОКВ и ОКХ.
С декабря 1940 года командовал войсками СС в Нидерландах. С января 1942 г. — группенфюрер СС. Обергруппенфюрер СС (июнь 1944).
После окончания войны приговорён к двум годам заключения в трудовом лагере, позже занимался политической деятельностью в Мюнхене.

## Награды
- Железный крест 1-го и 2-го класса
- Почётный крест Первой мировой войны 1914/1918
- Нагрудный знак «За ранение» в чёрном
- Кольцо «Мёртвая голова»
- Почётная шпага рейхсфюрера СС
- Шеврон старого бойца